# Вартість бізнесу
Вáртість бíзнесу — термін, широко вживаний у менеджменті, який визначає загальний стан підприємства у довгостроковій перспективі. В економічному сенсі це поточна вартість майбутніх благ від володіння бізнесом; сума дисконтованих грошових потоків, що генеруються підприємством.

## Застосування
- При здійсненні операцій купівлі або продажу підприємств, коли власник або покупець оцінює вартість бізнесу для призначення адекватної ціни
- При залученні інвестицій, щоб продемонструвати інвестору дійсну вартість бізнесу
- Для стратегічного управління підприємством

## Підходи до оцінки вартості бізнесу

### В розвинених країнах
В умовах розвиненого фондового ринку за величину вартості бізнесу приймають показник ринкової капіталізації, тобто добуток курсової ціни акції та кількості емітованих акцій.

### В Україні
В Україні використання вищевказаного підходу не завжди можливе, тому що на фондовому ринку котируються головним чином акції найбільших підприємств. У зв'язку з цим застосовують наступні принципи. 
1. Прибутковий підхід. Вартість бізнесу визначається як сума очікуваних прибутків за період, що розглядається. Найчастіше прибутковий підхід застосовується у випадках, коли оцінка вартості бізнесу проводиться з метою залучення інвестицій.
2. Ринковий, або порівняльний підхід. Використовується, якщо існує сформований ринок, де можна обрати компанію-аналог, щодо якої була здійснена угода купівлі-продажу, та є достатній обсяг інформації про неї. Тоді вартість бізнесу визначається як відношення вартості компанії-аналога до її базового показника, помножене на базовий показник компанії, що оцінюється. В ролі базових показників найчастіше обирають прибуток до виплати податків та відсотків або чистий прибуток.
3. Витратний, або підхід, заснований на активах. Вартість бізнесу визначається як сума усіх активів без урахування зобов'язань підприємства.

## Складові вартості бізнесу

### Акціонерна вартість
Акціонерна вартість — вартість бізнесу без урахування позичкового капіталу ; вартість, яку акціонери отримують в результаті вдалих управлінський рішень щодо збільшення доходів, дивідендів та курсу акцій. Тому часто акціонерну вартість розглядають як суму всіх стратегічних рішень, спрямованих на зростання грошових потоків в довгостроковій перспективі. У зв'язку із цим поняття акціонерної вартості є основою концепції вартісно-орієнтованого управління.
Головними чинниками збільшення акціонерної вартості є здійснення обґрунтованих інвестицій та отримання високої дохідності від інвестованого капітралу. Непродумана стратегія в цьому напрямку діяльності та управління, спрямоване лише на збільшення прибутку, можуть призвести до зменшення акціонерної вартості.